# Victor Guerin
Victor Guerin (São Paulo, 17 juni 1992) ist een Braziliaans autocoureur.

## Carrière
Guerin begon zijn autosportcarrière in 2001 in het karting, waar hij tot 2009 actief was. In dat jaar stapte hij over naar het formuleracing voor het team Dragão Motorsport in het Zuid-Amerikaanse Formule 3-kampioenschap. Hij reed hier in de B-klasse en wisselde tijdens het seizoen naar de A-klasse. Daar finishte hij zijn eerste race als derde. Aan twee raceweekenden deed hij niet mee. Hij eindigde op de elfde plaats in de A-klasse en op de vierde plaats in de B-klasse.
In 2010 reed Guerin voor het eerst in Europa voor het team JD Motorsport in de Formule Abarth. Terwijl zijn teamgenoot Raffaele Marciello drie races won en derde werd in het kampioenschap, won Guerin één race en beëindigde het seizoen als dertiende. Na dit seizoen nam hij deel aan twee races van de Zuid-Amerikaanse Formule 3 en werd hier tweemaal tweede. In 2011 reed Guerin voor Lucidi Motors in het Italiaanse Formule 3-kampioenschap. Nadat hij één keer als tweede en drie keer als derde eindigde, won hij de laatste race van het kampioenschap. Hij werd achtste in het kampioenschap, waarmee hij precies tussen zijn teamgenoten Kevin Giovesi en Eddie Cheever III eindigde. Daarnaast reed Guerin voor het seizoen in Brazilië in de F3 Brazil Open en werd daar derde. Na het seizoen reed hij één raceweekend in de Zuid-Amerikaanse Formule 3 en won hier één race, waardoor hij als zevende in het kampioenschap eindigde. Hiernaast maakte hij in de Trofeo Linea Brasil zijn debuut in de touring cars.
In 2012 rijdt Guerin in de Auto GP voor het team SuperNova International. Ook maakt hij zijn debuut in de Formule 2 in het tweede raceweekend op het Autódromo Internacional do Algarve.